# SATURDAY MUSIC DELIVERY
『SATURDAY MUSIC DELIVERY』（サタデー・ミュージック・デリバリー）は、2000年10月から2001年4月までエフエム九州 (CROSS FM) で放送されていたワイド番組である。

## 概要
放送時間は毎週土曜 14:00 - 17:00 （日本標準時）、CROSS FM北九州本社第1スタジオからの生放送。リスナーが聴きたいと思う曲のデリバリー（宅配）をコンセプトとするリクエスト番組で、曲のリクエストを電話・FAX・Eメールで受け付けていた。
ナビゲーターは、「井料ナオト」名義で活動していた当時のナオトが務めていた。当時専門学校生であったナオトは、本番組でCROSS FMナビゲーターデビューを果たした。

## コーナー
デリヘルタイム
「ヘルシーグッズをデリバリーという意味で、決してあっち方面のことではありません！」と毎回言っていた。クイズに答えて正解すると、ナオトが天神で買ってきた物をプレゼントされた。
サイコロ・ナオト
心理テストのコーナー。
ナオトいじり
CROSS FMの他番組のナビゲーターが番組にゲスト出演。そしてナオト自身も、後日にそのゲストの担当番組にゲスト出演して番組を手伝うという企画。